# 고이도 마사아키
고이도 마사아키(일본어: 小井土 正亮, 1978년 4월 9일 ~ )는 일본의 전 축구 선수이다.

## 구단 경력
과거 미토 홀리호크에서 활동하였다.